# ウォルフ424
ウォルフ424 (Wolf 424) は、2つの赤色矮星から構成される連星である。太陽系から14.3光年離れており、星座上ではおとめ座のε星とο星の中間に位置している。

## 概要
ウォルフ424が連星系であることは、1938年に写真乾板上の星像が伸びていることで発見され、追観測で星像の変化を見ることで、軌道要素が初めて推定された。系に属する2つの恒星は、軌道長半径4.1AU、離心率0.3の軌道で、共通重心の周りを15.6年周期で公転している。見かけの等級は12.5に過ぎず、肉眼で観測することはできない。
主星のウォルフ424Aは小さく低温の主系列星（赤色矮星）で、質量は太陽の0.14倍、半径は太陽の0.17倍である。伴星のウォルフ424Bも主星と同様の赤色矮星で、質量は太陽の0.13倍、半径は太陽の0.14倍である。太陽から15光年以内に存在する恒星としては最も暗い部類に入る。閃光星（顕著なフレア活動を示す変光星の一種）に分類され、変光星としておとめ座FL星という名前を与えられている。また、黒点活動が存在する可能性もある。